# Jaish ibn Khumarawaih
Jaysh ibn Khumarawayh (né vers 882) était le troisième émir des Toulounides en Égypte, gouvernant le royaume brièvement en 896.

## Biographie
Fils aîné de Khumarawaih , il lui a succédé au début de 896, à l'âge de quatorze ans. Peu de temps après, il ordonna l'exécution de son oncle Ahmad Ibn Touloun. en novembre 896, il a été tué avec son vizir Ali ibn Ahmad al-Madhara'i par les chefs militaires toulounides qui ont placé son frère Haroun ibn Khumarawaih sur le trône.

## Sources
- Thierry Bianquis (1998). "Autonomous Egypt from Ibn Ṭūlūn to Kāfūr, 868–969". In Petry, Carl F. (ed.). Cambridge History of Egypt, Volume One: Islamic Egypt, 640–1517. Cambridge: Cambridge University Press. pp. 86–119.  (ISBN 0-521-47137-0).
- Michael Conner (2010). "The Waning of Empire, 861–945". In Robinson, Chase F. (ed.). The New Cambridge History of Islam, Volume 1: The Formation of the Islamic World, Sixth to Eleventh Centuries. Cambridge: Cambridge University Press. pp. 305–359.  (ISBN 978-0-521-83823-8).
- Hugh Kennedy (2004). The Prophet and the Age of the Caliphates: The Islamic Near East from the 6th to the 11th Century (Second ed.). Harlow: Longman.  (ISBN 978-0-582-40525-7).